# Řícmanice
Řícmanice (en allemand : Ritzmanitz) est une commune du district de Brno-Campagne, dans la région de Moravie-du-Sud, en République tchèque. Sa population s'élevait à 818 habitants en 2020.

## Géographie
Řícmanice se trouve à 10 km au nord-est du centre de Brno et à 187 km à l'est-sud-est de Prague.
La commune est limitée par Babice nad Svitavou au nord, par Kanice à l'est et au sud, par Bílovice nad Svitavou à l'ouest.

## Histoire
La première mention écrite de la localité date de 1210.